# Ablerus promacchiae
Ablerus promacchiae is een vliesvleugelig insect uit de familie Aphelinidae. De wetenschappelijke naam is voor het eerst geldig gepubliceerd in 1993 door Viggiani & Ren.